# Torrelavit
Torrelavit település Spanyolországban, Barcelona tartományban. Lakosainak száma 1509 fő (2024).

## Földrajza
Torrelavit Cabrera d’Anoia, Piera, Sant Sadurní d’Anoia, Subirats, El Pla del Penedès, Font-rubí, Sant Quintí de Mediona és Sant Pere de Riudebitlles községekkel határos.

## Népesség
A település lakosságának változását az alábbi diagram mutatja:
| Lakosok száma | 102  | 1406 | 1358 | 1228 | 1181 | 1148 | 1372 | 1393 | 1419 | 1509 |
|               | 1717 | 1887 | 1936 | 1960 | 1986 | 2004 | 2009 | 2014 | 2019 | 2024 |